# Ruta 163 (Costa Rica)
La Ruta 163, oficialmente Ruta Nacional Secundaria 163, es una ruta nacional de Costa Rica ubicada en las provincias de Guanacaste y Puntarenas.

## Descripción
En la provincia de Guanacaste, la ruta atraviesa el cantón de Nandayure (el distrito de Bejuco).
En la provincia de Puntarenas, la ruta atraviesa el cantón de Puntarenas (el distrito de Lepanto).